# Міста Самоа
Міста Самоа.
У Самоа налічується лише 2 міста (Апіа та Салелолога), усі інші поселення - місцевості, села, яких із населенням більше 1 тисячі налічується понад 20. 1 місто має населення понад 30 тисяч, 1 місцевість - від 5 до 10 тисяч, 19 місцевостей - від 1 до 5 тисяч, решта - менше 1 тисячі.
Нижче перелічено 10 найбільших поселень із населенням понад 2 тисячі 
| Назва   | Населення (2016) |
| ------- | ---------------- |
| Апіа    | 37 391           |
| Ваітеле | 7 299            |
| Леауваа | 3 457            |
| Ваілеле | 3 122            |
| Сіусега | 3 034            |
| Фалеула | 2 948            |
| Ваіусу  | 2 686            |
| Маліє   | 2 412            |
| Лаулілі | 2 167            |